# Nemestrinus kiritshenkoi
Nemestrinus kiritshenkoi är en tvåvingeart som beskrevs av Paramonov 1945. Nemestrinus kiritshenkoi ingår i släktet Nemestrinus och familjen Nemestrinidae.
Artens utbredningsområde är Iran. Inga underarter finns listade i Catalogue of Life.